# ベビー・シッターズ・クラブ (2020年のテレビドラマ)
『ベビー・シッターズ・クラブ』（原題: The Baby-Sitters Club）は、2020年から2021年まで配信されていたアメリカ合衆国のコメディドラマシリーズ。ベビー・シッター業に奮闘する女の子5人組の姿を描く。アン・M・マーティンの同名小説を原作に、レイチェル・シューカートが企画・制作、ソフィー・グレイス、マリア・ベイカーらが出演した。2020年7月3日にNetflixオリジナル作品として全世界へ配信された。2022年4月3日に制作打ち切りが発表された。全2シーズン18話。

## あらすじ
女の子5人でベビー・シッターズ・クラブを設立したクリスティ。リーダーとして張り切るが多くの困難が立ちはだかる。

## キャスト

### メイン
クリスティ
演 - ソフィー・グレイス / 日本語吹替 - 楓みさと

メアリー・アン
演 - マリア・ベイカー / 日本語吹替 - 小田切優衣

クラウディア
演 - モモナ・タマダ / 日本語吹替 - 集貝はな

ステイシー
演 - シェイ・ルドルフ / 日本語吹替 - 田辺留依

ドーン
演 - ソーチー・ゴメス / 日本語吹替 - 城内由茄子

Elizabeth Thomas-Brewer
演 - アリシア・シルヴァーストーン

Watson Brewer
演 - マーク・フォイアスタイン

## エピソード
| 通算 話数 | タイトル                                                      | 監督          | 脚本                         | 公開日       |
| --------- | ------------------------------------------------------------- | ------------- | ---------------------------- | ------------ |
| 1         | "クリスティの名案" "Kristy's Great Idea"                      | Lucia Aniello | Rachel Shukert               | 2020年7月3日 |
| 2         | "クラウディアと謎の電話" "Claudia and the Phantom Caller"     | Lucia Aniello | Rachel Shukert               | 2020年7月3日 |
| 3         | "ステイシーの秘密" "The Truth about Stacey"                   | Lucia Aniello | Joanna Calo                  | 2020年7月3日 |
| 4         | "メアリー・アンの活躍" "Mary Anne Saves The Day"              | Lucia Aniello | Lyle Friedman                | 2020年7月3日 |
| 5         | "ドーンとわんぱく3人組" "Dawn and the Impossible Three"       | Lucia Aniello | Rheeqrheeq Chainey           | 2020年7月3日 |
| 6         | "クラウディアとジャニーン" "Claudia and Mean Janine""         | Lucia Aniello | Jade Chang                   | 2020年7月3日 |
| 7         | "ステイシーの弱点" "Boy-Crazy Stacey"                         | Lucia Aniello | Dan Robert & Lisha Brooks    | 2020年7月3日 |
| 8         | "クリスティの運命の日" "Kristy's Big Day"                     | Lucia Aniello | Rachel Shukert               | 2020年7月3日 |
| 9         | "キャンプへようこそ: パート1" "Hello, Camp Moosehead! Part 1" | Lucia Aniello | Joanna Calo                  | 2020年7月3日 |
| 10        | "キャンプへようこそ: パート2" "Hello, Camp Moosehead! Part 2" | Lucia Aniello | Lucia Aniello & Ariel Karlin | 2020年7月3日 |

## 製作
1990年にHBOでミニシリーズとしてドラマ化された。
2019年2月、Netflixは本作の製作を発表した。プロデューサーをアン・M・マーティン、ショーランナーをレイチェル・シューカート、エグゼクティブプロデューサーをマイケル・デ・ルカとルシア・アニエロが務めた。

## 評価

### 批評
本作は批評家から極めて高い評価を受けている。第1シーズンは、批評集積サイトのRotten Tomatoesに30件のレビューがあり、批評家支持率は100%、平均点は10点満点で8.65点となっている。また、Metacriticには17件のレビューがあり、加重平均値は87/100となっている。